# Dania Aguillón
Dania Amaris Aguillón Ramos, född 14 februari 1996, är en mexikansk friidrottare som tävlar i kortdistanslöpning.

## Karriär
I augusti 2015 gjorde Aguillón internationell mästerskapsdebut och tävlande på 200 meter vid panamerikanska juniormästerskapen i Edmonton, där hon inte gick vidare från försöksheatet. I juni 2016 tog Aguillón silver på 100 meter och brons på 200 meter vid mexikanska mästerskapen i Monterrey. Följande månad tävlade hon i både 100 och 200 meter vid U23-NACAC-mästerskapen i San Salvador, men gick inte vidare från försöksheatet i någon av grenarna.
I juni 2017 tog Aguillón silver på 200 meter och brons på 100 meter vid mexikanska mästerskapen i Monterrey. I augusti 2017 tävlade hon vid sommaruniversiaden 2017 i Taipei och blev utslagen i semifinalen på 200 meter. Aguillón var även en del av Mexikos stafettlag som tog silver på 4×400 meter och som slutade på fjärde plats på 4×100 meter.
I juni 2018 tog Aguillón silver på 200 meter vid mexikanska mästerskapen i Monterrey. I maj och juni 2019 tog hon guld på både 100 och 200 meter vid mexikanska mästerskapen i Chihuahua. I juli 2019 tävlade Aguillón vid sommaruniversiaden 2019 i Neapel, där hon blev utslagen i semifinalen på 200 meter. Aguillón var även en del av Mexikos stafettlag som tog silver på 4×400 meter och som slutade på fjärde plats på 4×100 meter.
I juni 2022 tog Aguillón brons på 200 meter vid mexikanska mästerskapen i Morelia.

## Tävlingar

### Internationella
| År                  | Tävling                           | Plats               | Placering           | Gren                | Tid                 |
| Tävlande för Mexiko | Tävlande för Mexiko               | Tävlande för Mexiko | Tävlande för Mexiko | Tävlande för Mexiko | Tävlande för Mexiko |
| ------------------- | --------------------------------- | ------------------- | ------------------- | ------------------- | ------------------- |
| 2015                | Panamerikanska juniormästerskapen | Edmonton            | 13:e (h)            | 200 meter           | 24,55               |
| 2016                | U23-NACAC-mästerskapen            | San Salvador        | 12:e (h)            | 100 meter           | 12,33               |
| 2016                | U23-NACAC-mästerskapen            | San Salvador        | 10:e (h)            | 200 meter           | 24,55               |
| 2017                | Sommaruniversiaden                | Taipei              | 16:e (sf)           | 200 meter           | 24,33               |
| 2017                | Sommaruniversiaden                | Taipei              | 4:e                 | 4×100 meter         | 44,79               |
| 2017                | Sommaruniversiaden                | Taipei              | 2:a                 | 4×400 meter         | 3.33,98             |
| 2019                | Sommaruniversiaden                | Neapel              | 15:e (sf)           | 200 meter           | 23,78               |
| 2019                | Sommaruniversiaden                | Neapel              | 4:e                 | 4×100 meter         | 44,82               |
| 2019                | Sommaruniversiaden                | Neapel              | 2:a                 | 4×400 meter         | 3.32,63             |

### Nationella
| - Mexikanska friidrottsmästerskapen (utomhus): - 2016: Silver – 100 meter (11,72, Monterrey) - 2016: Brons – 200 meter (24,38, Monterrey) - 2017: Silver – 200 meter (23,40, Monterrey) - 2017: Brons – 100 meter (11,92, Monterrey) - 2018: Silver – 200 meter (23,92, Monterrey) - 2019: Guld – 100 meter (11,61, Chihuahua) - 2019: Guld – 200 meter (23,47, Chihuahua) - 2022: Brons – 200 meter (24,40, Morelia) - 100 meter – 11,61 (Chihuahua, 31 maj 2019) - 200 meter – 23,38 (Monterrey, 7 maj 2017) - Dania Aguillón på World Athletics webbplats |